# Heterhydrus sudanensis
Heterhydrus sudanensis är en skalbaggsart som beskrevs av Zimmermann 1927. Heterhydrus sudanensis ingår i släktet Heterhydrus och familjen dykare. Inga underarter finns listade i Catalogue of Life.